# Henrik V av England
Henrik V (engelska: Henry V), född 16 september 1387 i Monmouth i Wales, död 31 augusti 1422 på slottet i Vincennes, var kung av England 1413–1422.
Han var son till Henrik IV av England och Marie av Bohun samt gifte sig 1420 med Katarina av Valois (1401–1438), dotter till Karl VI av Frankrike och Isabella av Bayern, i dennas första äktenskap. Henrik var äldre bror till Filippa av England, som var gift med Erik av Pommern (1382–1459).
Vid tiden för Henriks födelse var Rikard II kung av England, och Henrik ganska långt ned i successionsordningen, då Rikards tronföljare var Roger Mortimer (1374–1398) och senare hans son. Vid Henriks död hade han inte bara stärkt sin makt som kung av England, utan även lyckats med vad generationer av hans förfäder misslyckats med genom decennier av krig: att ena Englands och Frankrikes kronor genom en person.

## Tidiga bedrifter
Då fadern landsförvisats 1398, tog Rikard II över ansvaret för pojken och behandlade honom väl. I den lancastriska revolutionen blev Bolingbroke kung av England, och den unge Henrik blev tronföljare, prins av Wales.
Från oktober 1400 sköttes administrationen av Wales åt honom; mindre än tre år senare ledde Henrik de engelska styrkorna mot Harry Hotspur i Shrewsbury. Det var där, 1403, som den sextonårige prinsen nästan dödades av en pil som kom att fastna i hans ansikte. En vanlig soldat hade lämnats att dö av en sådan skada, men Henrik fick den bästa möjliga vård och under flera dagar efter händelsen tillverkade den kungliga läkaren ett särskilt verktyg för att få ut pilspetsen utan att orsaka ytterligare skada. Operationen lyckades, och gav troligen prinsen ärr som gav vittnesbörd om hans stridserfarenhet.

## Roll i styret och konflikten med Henrik IV
Den walesiska revolten ledd av Owain Glyn Dwr upptog Henriks uppmärksamhet fram till 1408. Med anledning av kungens ohälsa fick Henrik ett större ansvar för politiken. Från januari 1410, med hjälp av sina farbröder Henrik och Thomas Beaufort – legitima söner till Johan av Gent – hade han den faktiska regeringsmakten.
Både i utrikes- och inrikespolitiken skilde sig Henrik från kungen, som i november 1411 avsatte prinsen från rådet. Osämjan far och son emellan var endast politisk, det är troligt att Beauforts hade diskuterat Henrik IV:s abdikering och deras motståndare ansträngde sig nog att misskreditera prinsen. Det kan vara så att den där politiska fiendskapen, odödliggjord av Shakespeare, är bara delvis riktig. Förteckningar över Henriks inblandning i krig och politik, även i hans ungdom, motsäger denna traditionella bild. Den mest ökända händelsen, hans gräl med högsta domstolen, finns inte några samtida källor för och händelsen omnämns första gången av Sir Thomas Elyot 1531.
Falstaffberättelsen hade delvis sitt ursprung i Henriks tidiga vänskap med Sir John Oldcastle. Den vänskapen, och prinsens politiska motstånd gentemot Thomas Arundel, ärkebiskop av Canterbury, kanske stärkte Lollardernas hopp. Om det var så, kan deras besvikelse räknas in i den som beskrevs av kyrkliga skribenter såsom Thomas Walsingham, att Henrik, då han blev kung, plötsligt förändrades till en ny man.

## Kung
Henrik efterträdde fadern 20 mars 1413. Utan skamligt förflutet eller farliga motståndare och med sin praktiska erfarenhet stod fältet fritt. Han hade tre huvudproblem att ta hand om:
- återställa fred inrikes,
- hela schismen i kyrkan,
- återupprätta det engelska anseendet i Europa.

### Inrikespolitik
Henrik klargjorde att han skulle styra England som en enad nation och att alla gamla oförrätter var glömda. Den tidigare kungen Rikard II av England fick en värdig grav, den unge Edmund Mortimer blev en gunstling; arvtagarna till de som lidit under den förra kungen fick stegvis tillbaka sina titlar och gods. Henrik misslyckades med att använda sin vänskap med Oldcastle, och det största inrikeshotet var missnöjet från lollarderna. Men kungen kvävde rörelsen i sin linda i januari 1414 och säkrade sin position som härskare. Efter att i juli 1415 ha klarat sig från en avsättningskupp, som Henrik Scrope och Rikard, earl av Cambridge (farfar till kung Edvard IV av England) låg bakom, och som syftade till att istället sätta Mortimer på tronen, var resten av hans regeringstid fri från allvarliga inrikesproblem.

### Utrikespolitik
Henrik kunde nu rikta sin uppmärksamhet på utrikespolitiken. Det har påståtts att han drevs på av kyrkans män att rikta sig mot Frankrike, för att skyla över inrikesproblemen. För detta finns ingen grund. Återupprättandet av inrikes fred var kungens första bekymmer, inte förrän den var säkrad skulle han inleda några större förehavanden utomlands.

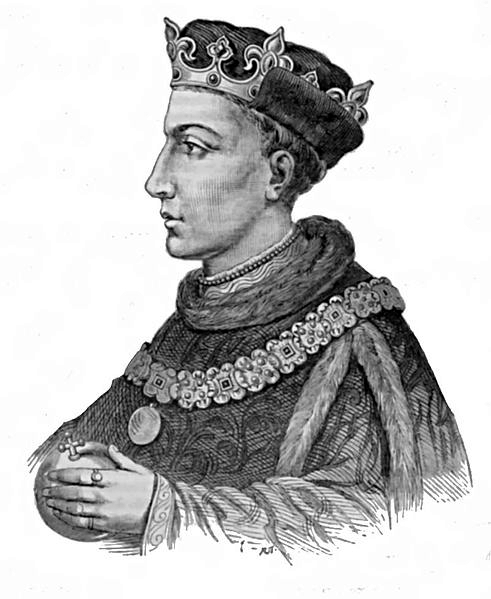
Henrik V av England (1387–1422).

Henrik kan ha sett sina anspråk som en del av sin kungliga plikt, men i vilket fall så var en permanent lösning på denna nationsosämja betydelsefull i hans utrikesplaner. Fälttåget 1415, med framgången vid Azincourt (25 oktober), var bara första steget. Två år av förberedelser följde.
Makten över havet säkrades genom att driva ut Frankrikes allierade, genuesarna, från kanalen. Med en lyckad diplomati, med hjälp av kejsaren Sigismund, och genom Canterburyfördraget banades väg för en slut på schismen med kyrkan.
År 1417 återupptogs kriget i större omfattning. Nedre Normandie erövrades snabbt och Rouen skars av från Paris och belägrades. Fransmännen var lamslagna på grund av konflikterna mellan Burgund och Armagnac. Henrik spelade skickligt ut dem mot varandra. Rouen föll i januari 1419 och i augusti stod engelsmännen utanför Paris murar. Intrigerna mellan de olika franska grupperna kulminerade i mordet på Johan av Burgund, utfört av Dauphins anhängare vid Montereau (10 september 1419). Filip, den nye hertigen, och det franska hovet kastade sig i Henriks armar. Efter sex månaders förhandlingar erkändes Henrik, genom Troyesfördraget, som arvtagare och regent av Frankrike (se Engelska kungar av Frankrike) och 2 juni 1420 gifte han sig med Katarina av Valois, dotter till kung Karl VI av Frankrike. Efter Henriks död kom Katarina att i hemlighet gifta sig med en walesisk hovman, Owen Tudor, farfar till Henrik VII av England.

### Enad makt
Henrik V stod nu på höjden av sin makt. Hans kommande framgång i Frankrike tycktes säkrad. Han, tillsammans med Sigismund, delade äran i att ha fått ett slut på den stora schismen, genom valet av påve Martin V (1368–1431). Alla stater i Västeuropa förbands i ett nät av hans diplomati.
Kontrollen över kristenheten var i hans grepp och planer för ett nytt korståg började ta form. Han sände iväg en konvoj för att samla information om Östern, men planerna gick i stöpet på grund av dödsfall. Ett besök i England 1421 avbröts av att Clarence besegrats vid Baugé. Den långa vinterbelägringen av Meaux tog på krafterna, och Henrik V dog av dysenteri vid Bois de Vincennes 31 augusti 1422. Hade han levt ytterligare två månader, hade han krönts till kung av Frankrike efter att Karl VI avlidit.

### Barn
- Henrik VI av England (1421–1471)

## Anfäder
|                     |  |  |  |  |  |  |  |                      |  |  |  |  |  |  |  |                                         |  |  |  |  |  |  |  | Edvard III av England                      |
|                     |  |  |  |  |  |  |  |                      |  |  |  |  |  |  |  |                                         |  |  |  |  |  |  |  |                                            |
|                     |  |  |  |  |  |  |  |                      |  |  |  |  |  |  |  | Johan av Gent                           |  |  |  |  |  |  |  |                                            |
|                     |  |  |  |  |  |  |  |                      |  |  |  |  |  |  |  |                                         |  |  |  |  |  |  |  |                                            |
|                     |  |  |  |  |  |  |  |                      |  |  |  |  |  |  |  |                                         |  |  |  |  |  |  |  | Filippa av Hainaut                         |
|                     |  |  |  |  |  |  |  |                      |  |  |  |  |  |  |  |                                         |  |  |  |  |  |  |  |                                            |
|                     |  |  |  |  |  |  |  | Henrik IV av England |  |  |  |  |  |  |  |                                         |  |  |  |  |  |  |  |                                            |
|                     |  |  |  |  |  |  |  |                      |  |  |  |  |  |  |  |                                         |  |  |  |  |  |  |  |                                            |
|                     |  |  |  |  |  |  |  |                      |  |  |  |  |  |  |  |                                         |  |  |  |  |  |  |  | Henry av Grosmont, 1:e hertig av Lancaster |
|                     |  |  |  |  |  |  |  |                      |  |  |  |  |  |  |  |                                         |  |  |  |  |  |  |  |                                            |
|                     |  |  |  |  |  |  |  |                      |  |  |  |  |  |  |  | Blanche av Lancaster                    |  |  |  |  |  |  |  |                                            |
|                     |  |  |  |  |  |  |  |                      |  |  |  |  |  |  |  |                                         |  |  |  |  |  |  |  |                                            |
|                     |  |  |  |  |  |  |  |                      |  |  |  |  |  |  |  |                                         |  |  |  |  |  |  |  | Isabel de Beaumont                         |
|                     |  |  |  |  |  |  |  |                      |  |  |  |  |  |  |  |                                         |  |  |  |  |  |  |  |                                            |
| Henrik V av England |  |  |  |  |  |  |  |                      |  |  |  |  |  |  |  |                                         |  |  |  |  |  |  |  |                                            |
|                     |  |  |  |  |  |  |  |                      |  |  |  |  |  |  |  |                                         |  |  |  |  |  |  |  | William de Bohun, 1:e earl av Northampton  |
|                     |  |  |  |  |  |  |  |                      |  |  |  |  |  |  |  |                                         |  |  |  |  |  |  |  |                                            |
|                     |  |  |  |  |  |  |  |                      |  |  |  |  |  |  |  | Humphrey de Bohun, 7:e earl av Hereford |  |  |  |  |  |  |  |                                            |
|                     |  |  |  |  |  |  |  |                      |  |  |  |  |  |  |  |                                         |  |  |  |  |  |  |  |                                            |
|                     |  |  |  |  |  |  |  |                      |  |  |  |  |  |  |  |                                         |  |  |  |  |  |  |  | Elizabeth de Badlesmere                    |
|                     |  |  |  |  |  |  |  |                      |  |  |  |  |  |  |  |                                         |  |  |  |  |  |  |  |                                            |
|                     |  |  |  |  |  |  |  | Mary de Bohun        |  |  |  |  |  |  |  |                                         |  |  |  |  |  |  |  |                                            |
|                     |  |  |  |  |  |  |  |                      |  |  |  |  |  |  |  |                                         |  |  |  |  |  |  |  |                                            |
|                     |  |  |  |  |  |  |  |                      |  |  |  |  |  |  |  |                                         |  |  |  |  |  |  |  | Richard Fitzalan, 3:e earl av Arundel      |
|                     |  |  |  |  |  |  |  |                      |  |  |  |  |  |  |  |                                         |  |  |  |  |  |  |  |                                            |
|                     |  |  |  |  |  |  |  |                      |  |  |  |  |  |  |  | Joan Fitzalan                           |  |  |  |  |  |  |  |                                            |
|                     |  |  |  |  |  |  |  |                      |  |  |  |  |  |  |  |                                         |  |  |  |  |  |  |  |                                            |
|                     |  |  |  |  |  |  |  |                      |  |  |  |  |  |  |  |                                         |  |  |  |  |  |  |  | Eleanor av Lancaster                       |
|                     |  |  |  |  |  |  |  |                      |  |  |  |  |  |  |  |                                         |  |  |  |  |  |  |  |                                            |